# 路德維克一世 (布熱格)
路德維克一世（波蘭語：Ludwik I brzeski，約1321年—1398年12月），布熱格公爵，波列斯瓦夫三世之子，1358年至1398年在位。

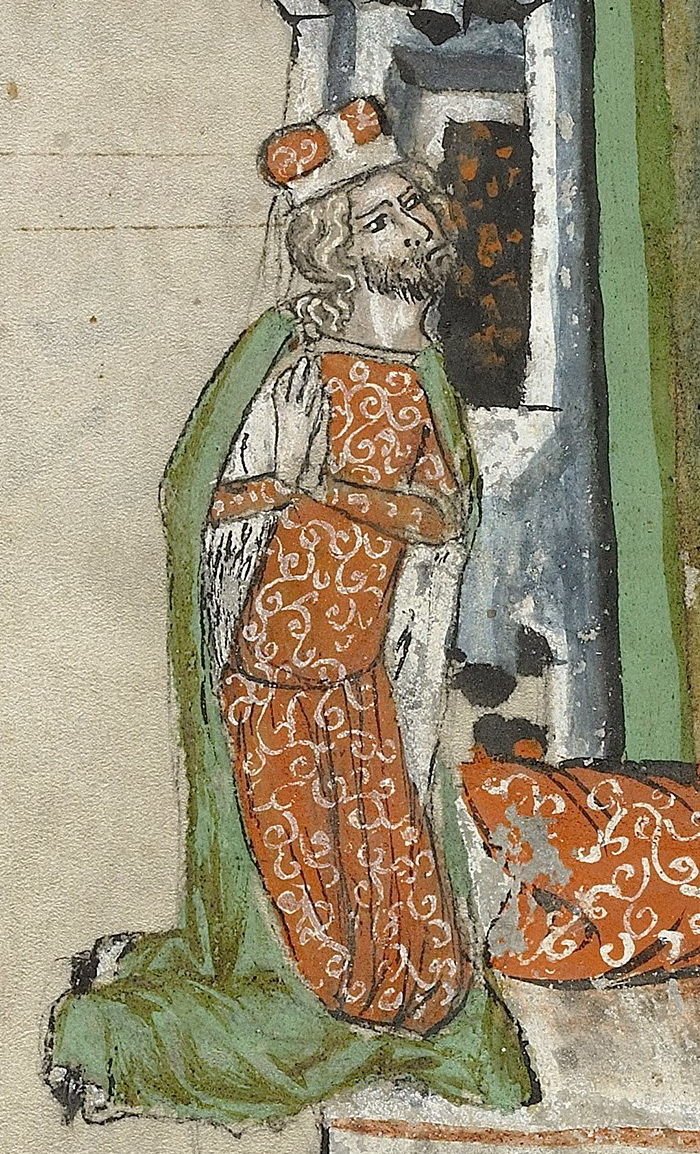
路德維克一世

## 家庭
1341年左右，路德維克與薩根公爵亨里克四世的女兒阿格尼絲結婚，兩人共有1子2女：
1. 瑪格麗塔（英语：Margaret of Brieg）（1342年—1386年）
2. 亨里克七世（約1344年—1399年）
3. 雅德薇加（1346年—1385年），奧斯威辛公爵揚二世夫人